# Iphigenia socotrana
Iphigenia socotrana là một loài thực vật có hoa trong họ Colchicaceae. Loài này được Thulin miêu tả khoa học đầu tiên năm 1995.